# Добрњци
Добрњци, пореклом Влаховићи, воде порекло од војводе млавске кнежине пожаревачке нахије Петра Теодоровића Добрњца и његове браће кнеза моравске кнежине пожаревачке нахије Стевана Теодоровића Добрњца и Николе Добрњца.

## Теодор Влаховић
Теодор Влаховић из Добрње имао је три сина војводу Петра Добрњца, Николу Добрњца и Стевана Добрњца.

## Војвода Петар Teoдоровић Влаховић Добрњац (1771-1831)
Млавски војвода Петар Теодоровић Добрњац, прогнан је из Србије 1811, након чега је живео у Русији, односно Влашкој, где је и умро у Јашију 1828. године.
Петар Добрњац је имао два сина који су били примљени за питомце у катедски корпус у Петербургу. Они су умрли током школовања.

### Љубинка К. Лазаревић рођ. П. Добрњац
Љубинка, кћерка војводе Петра Добрњца удала се у Хотину у Бесарабији за Кузмана Лазаревића, сина војводе Луке Лазаревића. Имали су сина. Вратили су се у Србију 1833. и живели су у Шапцу где је Кузман Лазаревић трговао. Љубинка Лазаревић, рођ. Добрњац дожоивела је дубоку старост. Умрла је после 1887. године.

## Кнез моравски Стеван Т. Добрњац (1778-1835)
Стеван Добрњац (1778—1835), кнез моравске кнежине пожаревачке нахије (од 1816), трговац, родом из Добрње, брат војводе Петра Добрњца, војводе млавске кнежине пожаревачке нахије, учествује у Другом српском устанку. Школовао се у манастиру Горњак.
Кнез пожаревачке нахије био је Марко Тодоровић Абдула. Због неслагања са књаз Милошем и трговачких спорова Стеван Добрњац је премештен са моравске кнежине на млавску кнежину 1821. године. Марко Абдула и Стеван Добрњац подигли су буну против кнеза Милоша, која је угушена. Стеван Добрњац је после тога са породицом живео у Панчеву, да би се потом преселио код брата у Јаш, где је и умро 1835. 
Имао је синове Петра и Вујицу и кћерку Круну, који су се вратили у Србију и настанили у Пожаревцу

### Илија С. Добрњац
Илија С. Добрњац, син кнеза Стевана Добрњца је чиновник у пожараевачком округу (1863).

### Вујица С. Добрњац (1817-)
Вујица С. Добрњац, син моравског кнеза Стевана Добрњца,трговац и житељ, покренуо је спор са Јеремијом Додоланом из Стамнице пред пожаревачким магистратом (1841) за очеву воденицу на Млави. Према пососу из 1862. године: Вујица Добрњац, трговац, 45 година, кћери Милева 14, Милица 7, Владимир Петков, шегрт, имање: 1 кућа, 1/2 кућа, два плаца, 8 дана ораће земље, 18. 1/2 мотика винограда, два дана ораће земље у вредности од 838 дуката и на каптиал од 500 дуката - 40, по имању у 5 класу и по приходу у 5 класу.

### Петар С. Добрњац
Петар Добрњац, син кенза Стевана Т. Добрњца, који је службом био у Крагујевцу, имао је једну кћерку.

### Вучић-Перишићи
Једна унука кнеза Стевана Добрњца удала се за Стевана Вучића Перишића сина господара Томе Вучића-Перишића.

### Јовановићи
Стеванова ћерка Круна (1812-) удала се за Арсенија Јовановића (1807-) у Пожаревцу (рођеног у Курјачи). У попису ста новни штва и имовине у вароши Пожаревцу 1862. године стоји: Арса Јовановић, абаџија, 55 година, син Никола у зад рузи, 24 године, жена Круна 50 година, кћи Савета 14 годи на,
син Пера 8 година.

#### Петар А. Јовановић (1854-1911), задужбинар
Петар А. Јовановић, син Арсенија Јовановића и Круне С. Добрњац био је повлашћени књижар и велики добротвор. Отвројио је приватну четвороразредну средњу женску школу која је 1909. године постала женска гимназија.

#### Сава А. Јовановић (1842-1906), велетрговац, задужбинар
Сава А. Јовановић, син Арсенија Јовановића и Круне С. Добрњац  је био ожењен Персидом Богдановић. Његова највећа задужбина је зграда основне школе изграђена поред нове цркве у Пожаревцу. На пожаревачком гробљу постоји капела црква за дужбина Саве А. Јовановића, са натписом на мермерној плочи: Овде почива вечни санак Сава А. Јовановић, трговац пожаревачки, рођен 16. фебруара 1842. године, од мајке Круне, кћери Стевана Добрњца, и од оца Арсе, абаџије овд. а преми нуо 5. маја 1906. године у својој 64. години.

## Никола Т. Добрњац
Никола Добрњац, брат војводе Петра Добрњца и моравског кнеза Стевана Добрњца, бавио се трговином. Протеран је из Добрња после буне брата Стевана против кнеза Милоша (тзв. Абдулина буна). Умро је  у Влашкој (Јаш?). Николини синови Арсеније (Арса) и Живко враћају се у Србију.

### Живко Н. Добрњац
Живко Н. Добрњац (Добрње, 1811-), син Николе Т. Добрњца, био је чиновник, директор царинарнице на Вршкој Чуки (постављен 1850) и директор поште ("поштар") у Ћуприји (1843-1850). Живео у Влашкој након избеглиштва из Србије, имао влашко држављанство (1841) када је водио спор пред пожаревачким магистратом због дућана свога оца Николе. Кажњен звог увреде кнезу Михаилу и програн (1841).

### Арсеније Н. Добрњац
Арсеније Н. Добрњац (Добрња, 1807-), син Николе Т. Добрњца се бавио трговином у Пожаревцу. Арсеније Добрњац  је са супроугом Јеленом (1830-) имао синове Тодора и Луку, као и кћерке Живану и Божицу. Према попису (1862) имао је имање 1 кућа, 1 дућан, 1 браник са ливадом, 2 ливаде, 1 кош са обором, 1 обор, 4 малиревице, 1 чаир и 10 мотика винограда у вредности од 1313 дуката цесарских, месечни приход од трговине је био 56 талира. По имању у 6 класу и по приходу у 6 класу (а извесно и више него су пописи специфични због разрезивања пореза).

#### Тодор А. Добрњац
Тодор А. Добрњац (1853-), син Арсенија Н. Добрњца, а унук Николе Т. Добрњца и војводе Петра Добрњца и кнеза Стевана Добрњца. Тодор А. Добрњац је са Милевом имао синове Боривоја и Арсенија и кћерке Јелену, Стојну, Емилију и Софију.

##### Боривоје Т. Добрњац (-1914)
Боривоје Т. Добрњац, син Тодора А. Добрњца, погинуо је на Мачковом камену.

##### Арсеније Т. Добрњац
Арсеније Т. Добрњац, син Тодора А. Добрњца,имао је сина Петра и кћерке Раду и Миру.

###### Петар А. Добрњац
Петар А. Добрњац, син Арсенија Т. Добрњца, унук Тодора Добрњца, праунук Арсенија Добрњца сина Николе Добрњца, брата војводе Петра Добрњца.
Петар Добрњац је умро у Задру. Има синове Бранка и Владу.

###### Бранко П. Добрњац
Бранко П. Добрњац живи у Задру.

###### Влада П. Добрњац
Влада П. Добрњац живи у Загребу.

###### Мира А. Добрњац
Мира кћерка Арсенија Добрњца има синове душана и Зорана (у Америци).

##### Марковићи
Кћерка Тодора А. Добрњца, Емилија имала је кћерку Бранку, која је имала две кћерке Емилију и Симониду (живи у Паризу).
Емилија је била удата за Слободана Марковића (Либеро Маркони) песника, познатог Чубурца. Њихова кћерка Нена са сином Вуком живи у Америци.

##### Наумовићи
Стојна, кћерка Тодора А. Добрњца имала је кћерке Емилију и Олгу. 
Емилија је удата Наумовић и има сина Слободана Наумовића, новинара.

#### Лука А. Добрњац
Лука А. Добрњац (1855-), син Арсенија Н. Добрњца, а унук Николе Т. Добрњца и војводе Петра Добрњца и кнеза Стевана Добрњца.

#### Стојановићи
Ћерка Арсенија Н. Добрњца Живана (1852-) звана Џана (на турском душа) била је удата за Љубомира (Љубу) Стојановића (Малића), трговца из Пожаревца. Њихов син је пуковник Миливоје Стојановић – Брка.

##### Пуковник Миливоје Љ. Стојановић (1873-1914)
Пуковник Миливоје Стојановић „Брка“, (22. класа Војне академије), одликован Карађорђевом звездом са мачевима, био је у Првом и Другом балканском рату командант 12. пука Шумадијске дивизије, који је први избио на Косово 1912. године, а у Другом балканском рату први избили на врх Рајчанског рида (одсудна победа у Брегалничкој бици). Командант прве армије, престолонаследник Александар I толико је био усхићен славом овога пука да је лично пришао команданту, честитао му, и у знак свога признања скинуо је са својих груди Карађорђеву звезду са мачевима и лично је заденуо на груди храброг команданта XII пука. То је било до тада највеће одликовање добијено у овоме рату.  
У Првом светском рату командант је 2. „Гвозденог пука“, на чијем челу је погинуо (1914)). Пуковника Миливоја , праунука Николе Добрњца, односно војводе Петра Добрњца и кнеза Стевана Добрњца, као ратника красила је одважност и велика храброст. Једну песму му је посветио пуковник Бранислав Милосављевић.
Композитор Станислав Бинички компоновао је песму “Марш на Дрину“ њему у част.

## Породичне куће и имања
Кућа Петра Добрњца и кућа Николе и Стевана Добрњца у Добрњи попаљене су и порушене 1823. године по наређењу књаз Милоша због учешћа Стевана Добрњца у Абдулиној буни 1821. године.
Због бекства Стевана Добрњца из Србије књаз Милош је нардио да се попали сва имовина Добрњаца: куће, воденице, воћнаци, виногради. Добрња је углавном расељена и насељена новим становништвом.